# Зброя спрямованої енергії
Зброя спрямованої енергії (англ. Directed-energy weapon, DEW) — зброя, що випромінює енергію у заданому напрямі без використання дротів і інших провідників, для досягнення летального або нелетального ефекту. Деякі вид озброєння існує, але перебуває на стадії НДДКР, інші впроваджені чи уже виведені з ужитку.
Енергія може передаватися у різних формах:
- електромагнітні хвилі, будучи випроміненими лазерами, мазерами, фазованими антенними решітками;
  - інфрачервоне випромінювання, засоби підсвітки при нічному бої, як далекоміри, як засоби наведення ракет.
- частки з масою, у прискорювальній зброї;
- вогнемети;
- звук, в акустичній зброї;
- електричний розряд, в електролазерах.

Деякі види такої зброї існують тільки у фантастичних книгах, відеоіграх, фільмах і мультфільмах, нефункціональних іграшках, а деякі - перебувають на стадії розробки і тестування.

## Військові переваги
Лазерна зброя могла б мати декілька основних переваг над традиційною зброєю:
- лазерні промені поширюються із швидкістю світла, тому немає необхідності враховувати рух цілі при стрільбі на великій відстані. Отже, відхилитися від лазера після "пострілу" неможливо;
- Світло не має маси при русі (корпускулярні властивості проявляються тільки при випромінюванні і поглинанні), тому немає необхідності враховувати гравітацію при стрільбі на великі відстані. Крім того не треба враховувати швидкість вітру, за винятком хмар або туману;
- Лазер може змінювати конфігурацію фокусування на активній області, яка може бути набагато менша або більша у порівнянні з кінетичною (наприклад,  вогнепальною) зброєю;
- "Боєкомплект" лазера залежить тільки від джерела енергії;
- Оскільки світло має практично нульовий момент енергії (точніше 1/c>), лазер не має відчутної віддачі;
- Діапазон використання лазерної зброї набагато перевершує діапазон традиційної (кінетичної, балістичної і реактивної) зброї, але залежить від атмосферних умов і джерела енергії.
- Бойовий енергетичний лазер здатен фізично знищувати повітряні цілі на досить великих відстанях[1].

## Недоліки використання

### Розсіювання
Лазерний промінь викликає в повітрі плазмовий канал при щільності енергії біля мегаджоуля на кубічний сантиметр. Ефект розсіювання призводить до втрати лазером фокусу і розсіювання енергії в атмосфері. Значне розсіювання спостерігається в тумані і димі.

### Випаровування матеріалу цілі
Інша проблема з військовими лазерами полягає у випаровуванні матеріалу з поверхні цілі, яке затінює ціль.

### Високе енергоспоживання
Одна з головних проблем лазерної зброї, у тому числі зброї спрямованої енергії, полягає у високому енергоспоживанні.

### Відсутність можливості непрямого вогню
На відміну від артилерійських гармат, здатних вести вогонь по навісній траєкторії, тобто "перекидати" снаряд через стіну, пагорб і так далі, лазерна зброя не може виконувати подібних завдань. Як можливий варіант вирішення цієї проблеми - деякий коректор у вигляді дзеркала на літальному або наземному рухливому апараті

## Інтернет-ресурси
- Airpower Australia
- Applied Energetics – Photonic and high-voltage energetics (formerly Ionatron)
- Wired (AP) article on weapons deployment in Iraq, Active Denial System and Stunstrike, July 10, 2005
- Boeing Tests Laser-Mounted Humvee as IED Hunter, November 13, 2007
- WSTIAC Quarterly, Vol. 7, No. 1 – "Directed Energy Weapons" [Архівовано 2016-10-07 у Wayback Machine.]
- Ogonek Report on '21st Century Weapons'
- "How 'Revolutionary' Is CHAMP, New Air Force Microwave Weapon?", November 28, 2012 by David Axe

| Військова техніка | Це незавершена стаття з військових технологій та принципів роботи військової техніки. Ви можете допомогти проєкту, виправивши або дописавши її. |